# 16007 Kaasalainen
16007 Kaasalainen è un asteroide della fascia principale. Scoperto nel 1999, presenta un'orbita caratterizzata da un semiasse maggiore pari a 2,3141473 UA e da un'eccentricità di 0,0955365, inclinata di 7,56889° rispetto all'eclittica.
L'asteroide è dedicato all'astronomo finlandese Mikko Kaasalainen.